# 觀音洞 (綠島)
22°40′17″N 121°30′24″E / 22.671346°N 121.506588°E
觀音洞，是位於臺灣臺東縣綠島鄉公館村的鐘乳洞，為當地人的信仰中心。

## 由來
觀音洞位在綠島公館村山上，為天然鐘乳洞，洞中有一座形似觀世音菩薩的石筍。傳說綠島漢人先民由小琉球搭船到綠島時，在夜晚望見山上發出紅光，遂循光找到此洞及形似觀音的石筍；另傳說曾有遇難漁船在大海中循此洞紅光安全返航，故深信是觀音菩薩顯靈。

## 信仰
綠島人凡是結婚、生子，生活上的疑難雜症都會來此求石觀音指示，出外遊子若擲筊獲准，就會取走洞壁的石乳，當作故鄉泥土珍藏、香火袋、或作急症靈藥。
觀音洞僅簡單擺著一張供桌、一只小香爐。雖然是島上最重要的信仰中心，卻不舉辦任何祭祀活動，只在觀音菩薩誕辰當日分送壽桃給香客，並每年提供獎學金和急難救助金。
過去綠島監獄為了穩定受刑人心情，常會帶囚犯來此洞，後綠島指揮部指揮官高哲倫為方便管理，建綠島慈航宮取代。前黨外運動人士及立法委員王幸男曾於假釋當日下午到觀音洞祭拜，其交情不錯的難友劉德金也是出獄當天午後就來此洞參觀。
1993年永興航空空難時，李振遠、羅志豪等人的家屬在中寮漁港祭拜結束、路過此洞時，因聽說靈驗，便進入洞內祈福。
2002年，彩券熱在全臺灣持續蔓延，綠島傳出稱為「綠島大哥牌」的明牌，傳說第二期曾有人高中五星。一名李姓民眾表示觀音媽相當靈驗，但祂還是不希望信徒賭博，信徒們則覺得是過去囚於的黑道大哥冤魂在一旁幫忙，也有人到綠島燕子洞求冤魂牌。
有台灣本島來的宗教團體會在此洞附近放生動物，讓多數綠島鄉民難以苟同。

綠島傳說如有人硬要敲打洞內的石乳，海上會興起風浪阻止[3]。
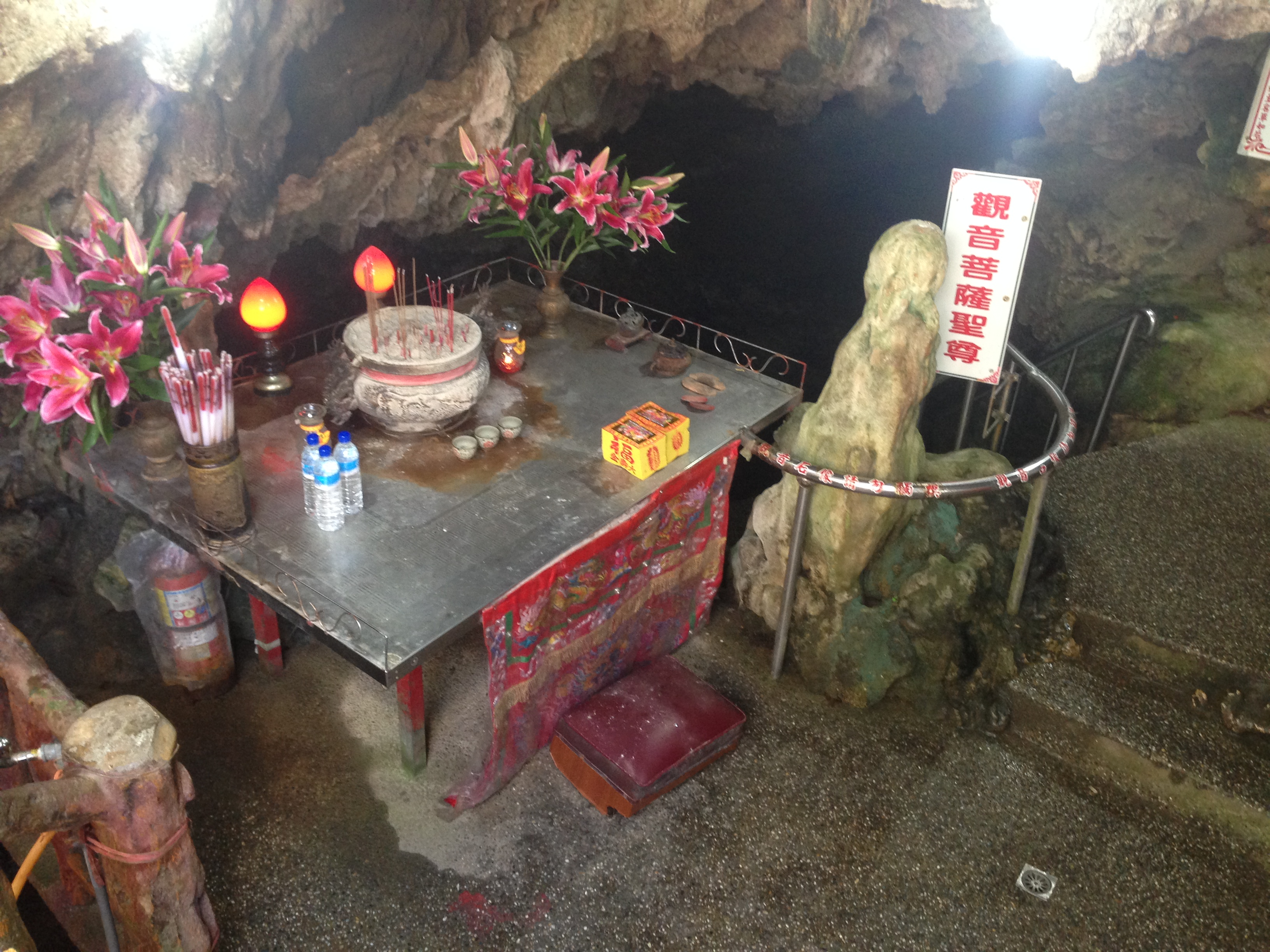
石觀音與神桌
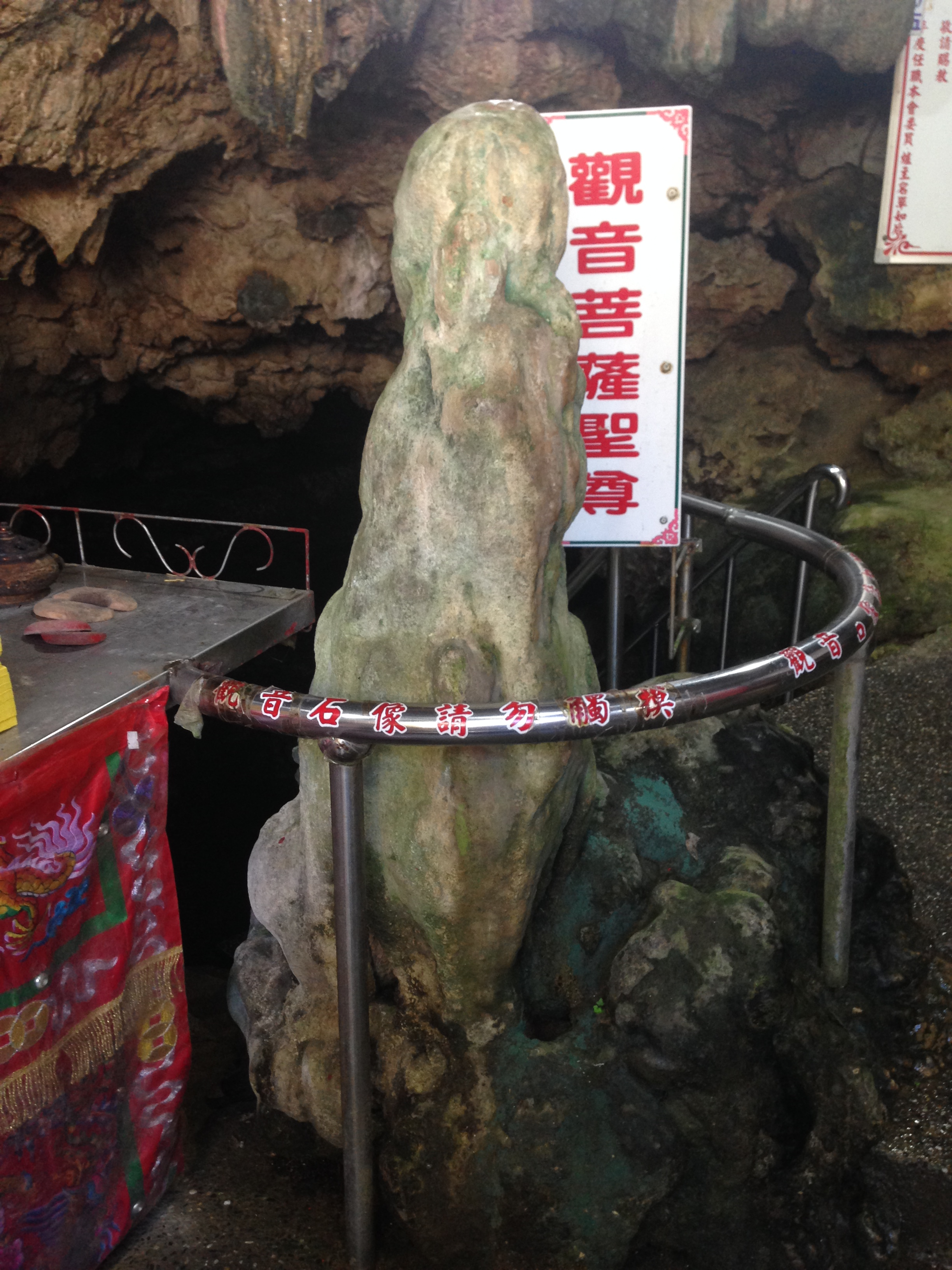
石觀音
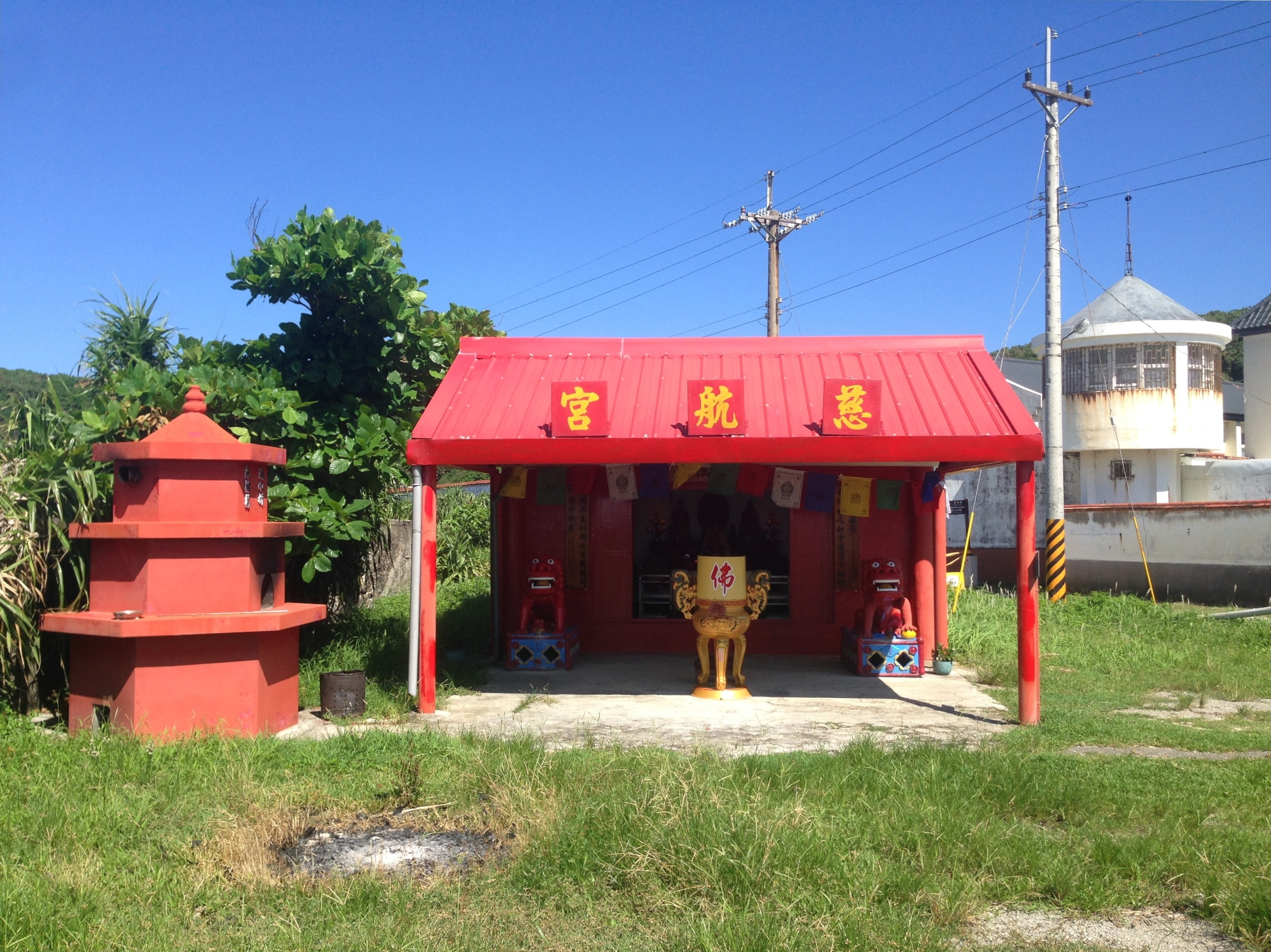
綠島慈航宮